# Moran (Izrael)
Moran (hebr. מורן; ang. Moran) – kibuc położony w Samorządzie Regionu Misgaw, w Dystrykcie Północnym, w Izraelu. Członek Ruchu Kibuców (Ha-Tenu’a ha-Kibbucit).

## Położenie
Kibuc Moran jest położony na wysokości 317 metrów n.p.m. w północnej części Dolnej Galilei. Leży na wzgórzu w centralnej części Doliny Chananja. Na południe od wzgórza przepływa strumień Calmon, za którym wznosi się góra Har Chazon (560 m n.p.m.). Na południowym zachodzie wznosi się góra Kamon (598 m n.p.m.), a na północy masyw góry Meron (1208 m n.p.m.). W otoczeniu kibucu Moran znajdują się miejscowości Rama, Bet Dżan i Maghar, kibuce Parod i Inbar, moszawy Szefer, Chazon i Szezor, wioski komunalne Kefar Chananja i Kamon, druzyjska wioska En al-Asad, oraz arabskie wioski Sallama i Ras al-Ajn. Na południowy wschód od kibucu jest położona wojskowa baza szkoleniowa Micve Alon.

### Podział administracyjny
Moran jest położony w Samorządzie Regionu Misgaw, w Poddystrykcie Akka, w Dystrykcie Północnym Izraela.

## Demografia
Stałymi mieszkańcami kibucu są wyłącznie Żydzi. Tutejsza populacja jest świecka:

Źródło danych: Central Bureau of Statistics.

## Historia
Kibuc został założony w 1977 roku w ramach rządowego projektu Perspektywy Galilei, którego celem było wzmocnienie pozycji demograficznej społeczności żydowskiej na północy kraju. Grupa założycielska składała się z mieszkańców izraelskich miast, którzy zdecydowali się zamieszkać na wsi. Przeszli oni szkolenie w kibucu Ginnosar. Pod koniec lat 90. XX wieku kibuc przeszedł proces prywatyzacji. Na początku XXI wieku w jego północnej części wybudowano nowe osiedle mieszkaniowe. Nowi mieszkańcy mogą kupić dom lub samemu się wybudować, oraz prowadzić własną działalność gospodarczą lub pracować w pobliskich strefach przemysłowych.

### Nazwa
Nazwa kibucu pochodzi od hebrajskiej nazwy dziko rosnącej w tej okolicy kaliny.

## Kultura i sport
W kibucu jest ośrodek kultury z biblioteką. Z obiektów sportowych jest basen pływacki oraz boisko do koszykówki.

## Edukacja
Kibuc utrzymuje przedszkole. Starsze dzieci są dowożone do szkoły podstawowej w wiosce Gilon.

## Infrastruktura
W kibucu znajduje się przychodnia zdrowia, synagoga, sklep wielobranżowy, stacja benzynowa i warsztat mechaniczny.

## Turystyka
Okoliczne wzgórza są atrakcyjnymi turystycznie terenami do pieszych wędrówek. Mieszkańcy kibucu przywiązują dużą rolę do ochrony przyrody i okolicznego krajobrazu. Dużą atrakcją jest pobliski Park Narodowy Calmon. W kibucu znajduje się niewielki hotel.

## Gospodarka
Gospodarka kibucu opiera się na rolnictwie i hodowli bydła mlecznego. Jest tutaj zakład Plasmor produkujący plastikowe elementy dla przemysłu motoryzacyjnego i innych. Część mieszkańców dojeżdża do pracy w sąsiednich strefach przemysłowych.

## Transport
Z kibucu wyjeżdża się na północ na drogę nr 85, którą jadąc na zachód dojeżdża się do skrzyżowania z drogą nr 804 (prowadzi na południe do wioski Ras al-Ajn) przy miejscowości Rama, lub jadąc na wschód do skrzyżowania z drogami nr 866 (prowadzi na północny wschód do kibucu Parod) i nr 806 przy wiosce Kefar Chananja.